# Redha Tukar
Redha Tukar (en árabe: رضا حسن تُكر فلاتة‎; Medina, Arabia Saudita; 29 de noviembre de 1975) es un exfutbolista de Arabia Saudita que jugaba en la posición de defensa.

## Carrera

### Club
| Periodo   | Club         |
| --------- | ------------ |
| 1993–2001 | Ohod Club    |
| 2001–2003 | Al-Shabab FC |
| 2003–2013 | Ittihad FC   |

### Selección nacional
Jugó para Arabia Saudita en 98 ocasiones de 2001 a 2009 y anotó 11 goles; participó en dos ediciones de la Copa Mundial de Fútbol y dos ediciones de la Copa Asiática.

## Logros
- Saudi Premier League (2): 2006–07, 2008–09
- Kings Cup (2): 2010, 2013
- Crown Prince Cup (1): 2004
- AFC Champions League (2): 2004, 2005
- Arab Champions League (1): 2004–05